# 1095 (عدد)
ألف وخمسة وتسعون 1095 هو عدد صحيح، يلي العدد 1094 وويسبق العدد 1096.

## في الرياضيات

### خصائص
- عدد طبيعي.[3]
- عدد فردي.[4][5]
- عدد موجب،[6] السالب منه هو -1095.[7]

## في التاريخ
- 1095 هـ هي سنة في التقويم الهجري.
- هي سنة 1095 م في التقويم الميلادي.

## وصلات خارجية
الأعداد الصاتمة، ديوان اللغة العربية.